# Kozia Góra (województwo lubelskie)
Kozia Góra – wieś w Polsce położona w województwie lubelskim, w powiecie chełmskim, w gminie Wierzbica.
| SIMC    | Nazwa      | Rodzaj    |
| ------- | ---------- | --------- |
| 0109352 | Brzezina   | część wsi |
| 0109369 | Stara Wieś | część wsi |

W latach 1975–1998 miejscowość administracyjnie należała do województwa chełmskiego. 
Wieś jest sołectwem w gminie Wierzbica. Według Narodowego Spisu Powszechnego (III 2011 r.) liczyła 342 mieszkańców i była siódmą co do wielkości miejscowością gminy.
Wierni Kościoła rzymskokatolickiego należą do parafii Przemienienia Pańskiego w Sawinie.